# Avdiivka
Avdiivka (tiếng Ukraina: Авдіївка) là một thành phố của Ukraina. Thành phố này thuộc tỉnh Donetsk. Thành phố này có diện tích 20.55 km2, dân số theo điều tra dân số năm 2001 là 37210 người. Ngày 17 tháng 02 năm 2024, trong trận Avdiivka (2022–2024), sau khi quân đội Ukraina rút lui, quân đội Nga hoàn toàn kiểm soát thành phố Avdeevka

## Chiến tranh Donbas
Bắt đầu từ giữa tháng 4 năm 2014, phe ly khai thân Nga đã chiếm được một số thị trấn ở Donetsk Oblast; bao gồm Avdiivka. Vào ngày 21 tháng 7 năm 2014, các lực lượng Ukraine được báo cáo đã bảo vệ thành phố khỏi phe ly khai. Yêu cầu này đã được lặp lại vào ngày hôm sau. Các lực lượng Ukraine giữ quyền kiểm soát Avdiivka, nơi trở thành một thành phố tiền tuyến và thường xuyên bị pháo kích. Theo OSCE, khu vực giữa Avdiivka và khu vực ly khai láng giềng do Yasynuvata kiểm soát là một trong những điểm nóng của Chiến tranh ở Donbass.
Vào tháng 3 năm 2016, quân đội Ukraine đã thiết lập các công sự của mình trong khu vực "Khu công nghiệp", cho đến lúc đó một vùng đệm giữa các vùng lãnh thổ do Cộng hòa Nhân dân Donetsk kiểm soát và quân đội Ukraine kiểm soát Ukraine nằm ở phía đông Avdiivka. Điều này có nghĩa là phe ly khai thân Nga không còn toàn quyền kiểm soát đường cao tốc đã thống nhất các thành phố do họ kiểm soát Donetsk và Horlivka và việc họ bắn vào Avdiivka với vũ khí không bị cấm theo thỏa thuận Minsk II. Kể từ tháng 3 năm 2016, cuộc đấu tranh cho "Khu công nghiệp" của Avdiivka được tăng cường mạnh mẽ.
Từ ngày 29 tháng 1 năm 2017 đến ngày 4 tháng 2 năm 2017, thành phố đã bị lôi kéo vào trận giao tranh tại Avdiivka năm 2017 khiến Avdiivka không có điện và sưởi ấm trong vài ngày.
Ngày 17 tháng 02 năm 2024 quân đội Nga hoàn toàn kiểm soát thành phố Avdeevka sau trận chiến Avdiivka khốc liệt